# Tabique
O tabique é um tipo de parede delgada feita de tábuas, tijolos ou taipa que servem normalmente de divisórias ou como compartimentação, dividindo os espaços internos de um edifício. As paredes de tabique constituem uma forma tradicional de construção de paredes, apresentando uma função não estrutural. A má qualidade da construção ou processos de deterioração da estrutura do edifício podem alterar a sua função passando a contribuir para a estabilidade da construção.
As paredes de tabique são obtidas pela pregagem de um sarrafeado sobre tábuas colocadas em pé na função de montantes, sendo o conjunto revestido em ambas as faces com reboco de argamassa de cal. Pela sua grande importância, os tabiques são aliás, um exemplo muito particular de paredes divisórias, que generalizando-se um pouco por todo o Portugal, caracterizam toda a construção pombalina.

## Composição
Na construção do tabique,os materiais usados são a madeira maciça, a terra e(ou) a argamassa à base de cal que servem como material de enchimento e(ou) revestimento das paredes de tabique.